# Stoughton (Leicestershire)
Stoughton – wieś w Anglii, w hrabstwie Leicestershire, w dystrykcie Harborough. Leży 7 km na południowy wschód od miasta Leicester i 139 km na północny zachód od Londynu.